# 彩虹邨

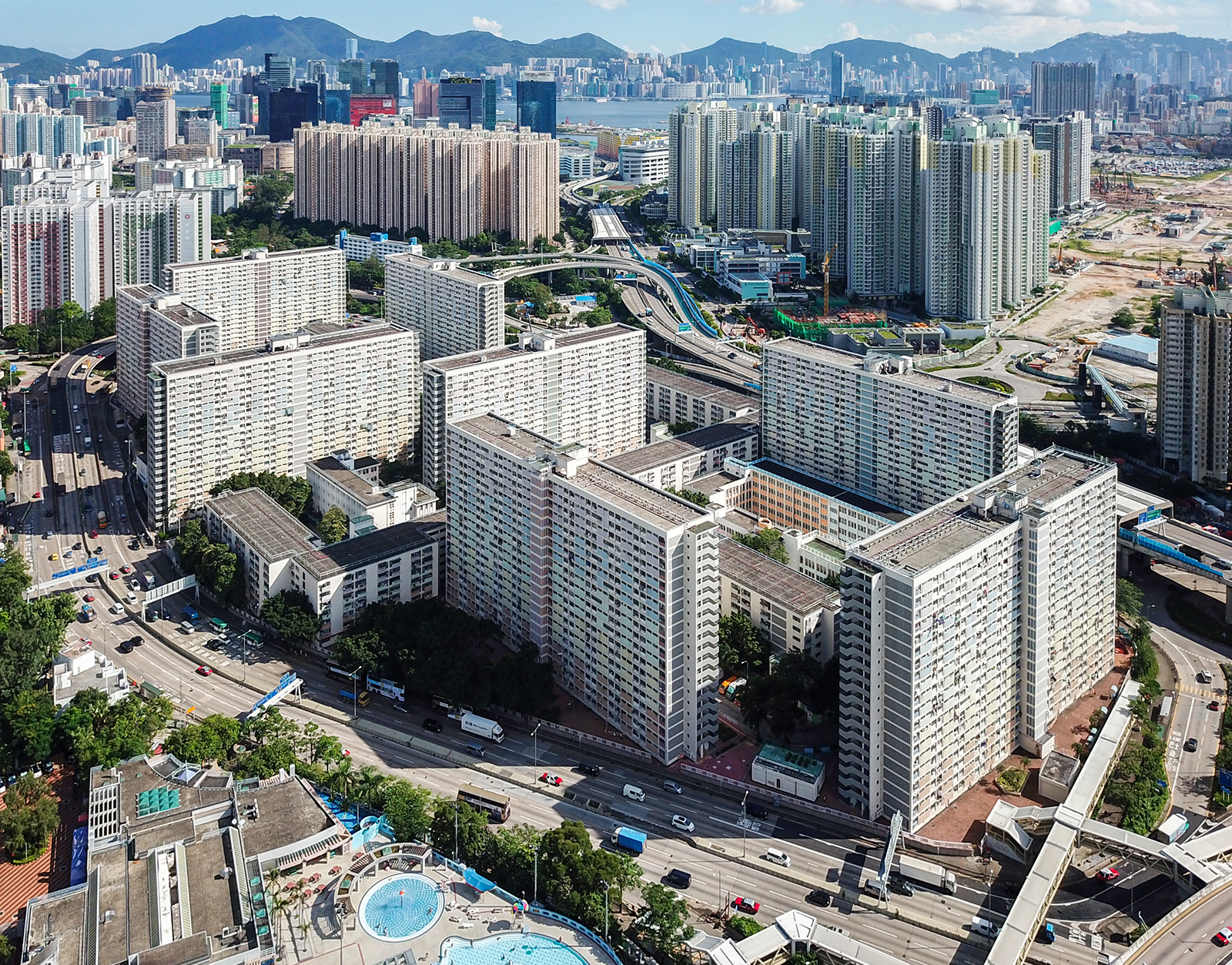
彩虹邨

彩虹邨（チョイフン、広東語読み: チョイホンチュン、英語: Choi Hung Estate）は香港の団地で、カラフルな外観から観光スポットとなっている。
九龍の黄大仙区の牛池湾に所在する。1965年の香港建築家協会年次賞で銀賞を受賞。

## 所在地
彩虹邨は、牛池湾にある。

## 歴史

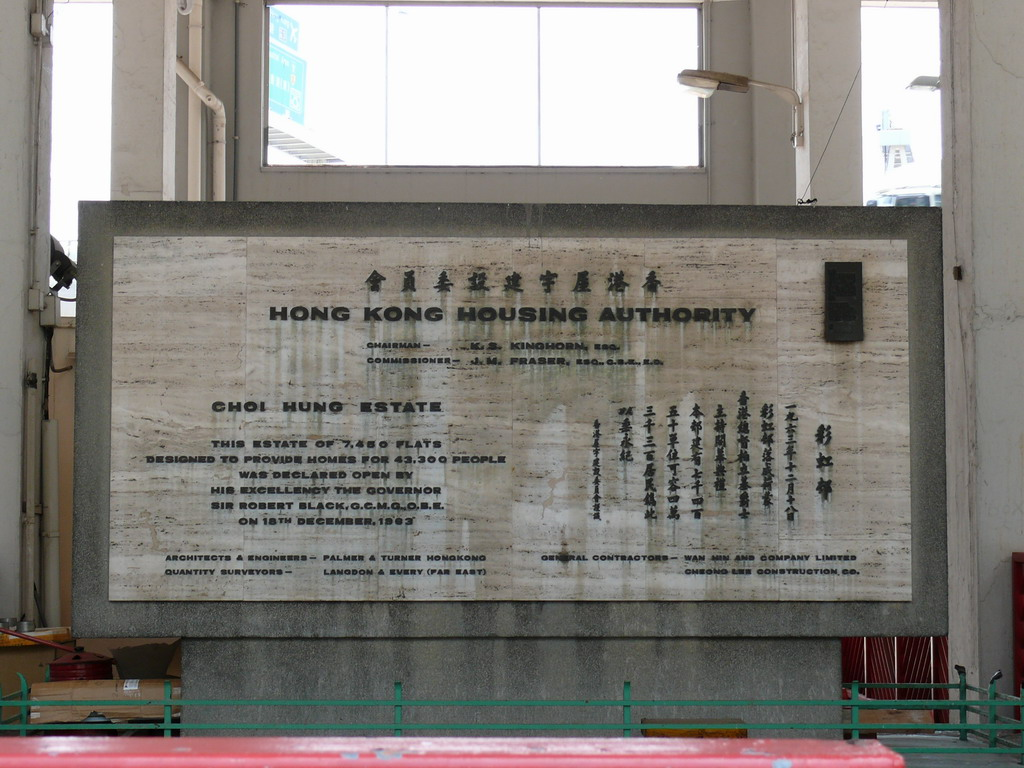
開会式プラーク

香港政府は1958年に香港住宅局（屋宇建設委員会）に、この土地への大規模な住宅団地の建設を許可した。団地の各ブロックは1962年から1964年の間に順次完成した。1963年のオープニングセレモニーには当時の香港総督であるロバート・ブラウン・ブラックも出席した。当時の式典を記念する看板が、団地の一角に掲示されている。 
約43,000人が居住することができ、香港では当時最大の公営住宅であった。1964年にリチャードニクソン （後にアメリカ合衆国大統領）、1966年に英国のマーガレット王女、1967年にアレクサンドラ王女を含む、著名人の訪問があった。 
2021年現在は香港房屋委員会が管理している
。

## 建物と施設
彩虹邨は複数のブロックや施設から構成される複合的な住宅地である。敷地内には11ブロックの住宅、1つの駐車場、5つの学校が存在し、各ブロックの1階には商店や飲食店がある。 敷地内の道路は、ブロックを互いに接続し、また主要な道路への動線となっている。 

### 住宅ブロック
| 名前   | 英語名          | ブロック | 段階 | 完成年 |
| ------ | --------------- | -------- | ---- | ------ |
| 紫薇樓 | Chi Mei House   | 1        | 1    | 1962   |
| 丹鳳樓 | Tan Fung House  | 2        | 1    | 1962   |
| 綠晶樓 | Luk Ching House | 3        | 2    | 1963   |
| 白雪樓 | Pak Suet House  | 4        | 2    | 1963   |
| 碧海樓 | Pik Hoi House   | 7        | 2    | 1963   |
| 翠瓊樓 | Chui King House | 5        | 3    | 1963   |
| 金漢樓 | Kam Hon House   | 9A       | 3    | 1964   |
| 紅萼樓 | Hung Ngok House | 6        | 4    | 1964   |
| 錦雲樓 | Kam Wan House   | 8        | 5    | 1964   |
| 金碧樓 | Kam Pik House   | 9B       | 6    | 1964   |
| 金華樓 | Kam Wah House   | 9B       | 6    | 1964   |

### 公共施設
- 駐車場
- 郵便局
- バスターミナル
- 敷地内市場

## 教育施設

### 中学校
- 彩虹邨天主教中學
- 聖公會聖本德中學

### 小学校
- 中華基督教會香港區會基華小學
- 聖公會靜山小學
- 聖公會日修小學

## 交通機関

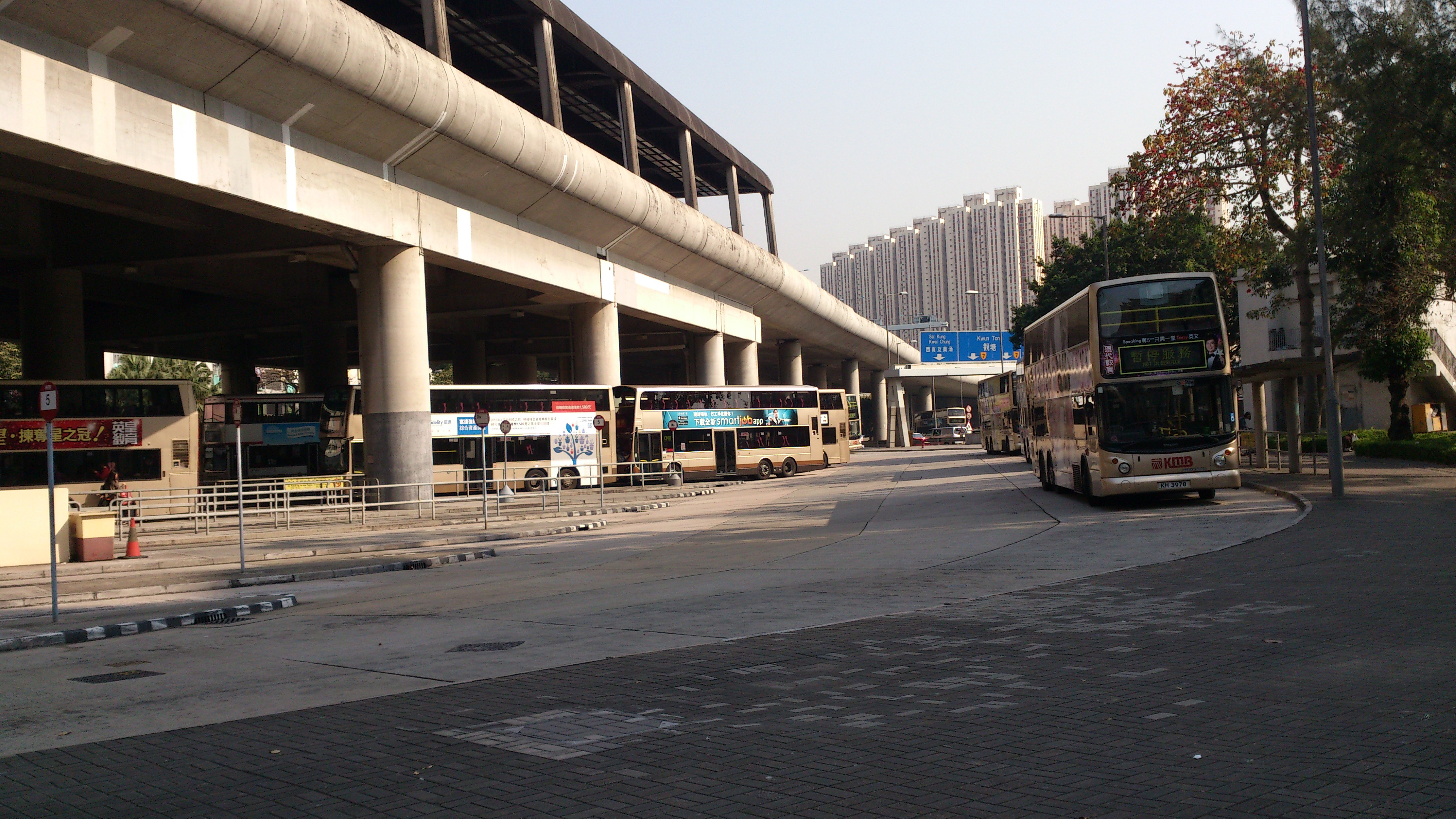
彩虹のバスターミナル

九龍半島東部のいくつかの主要道路に囲まれているため、バスのネットワークは非常に便利である。この団地名に由来する観塘線の彩虹駅の至近に位置する。 

## 撮影スポットとしての人気

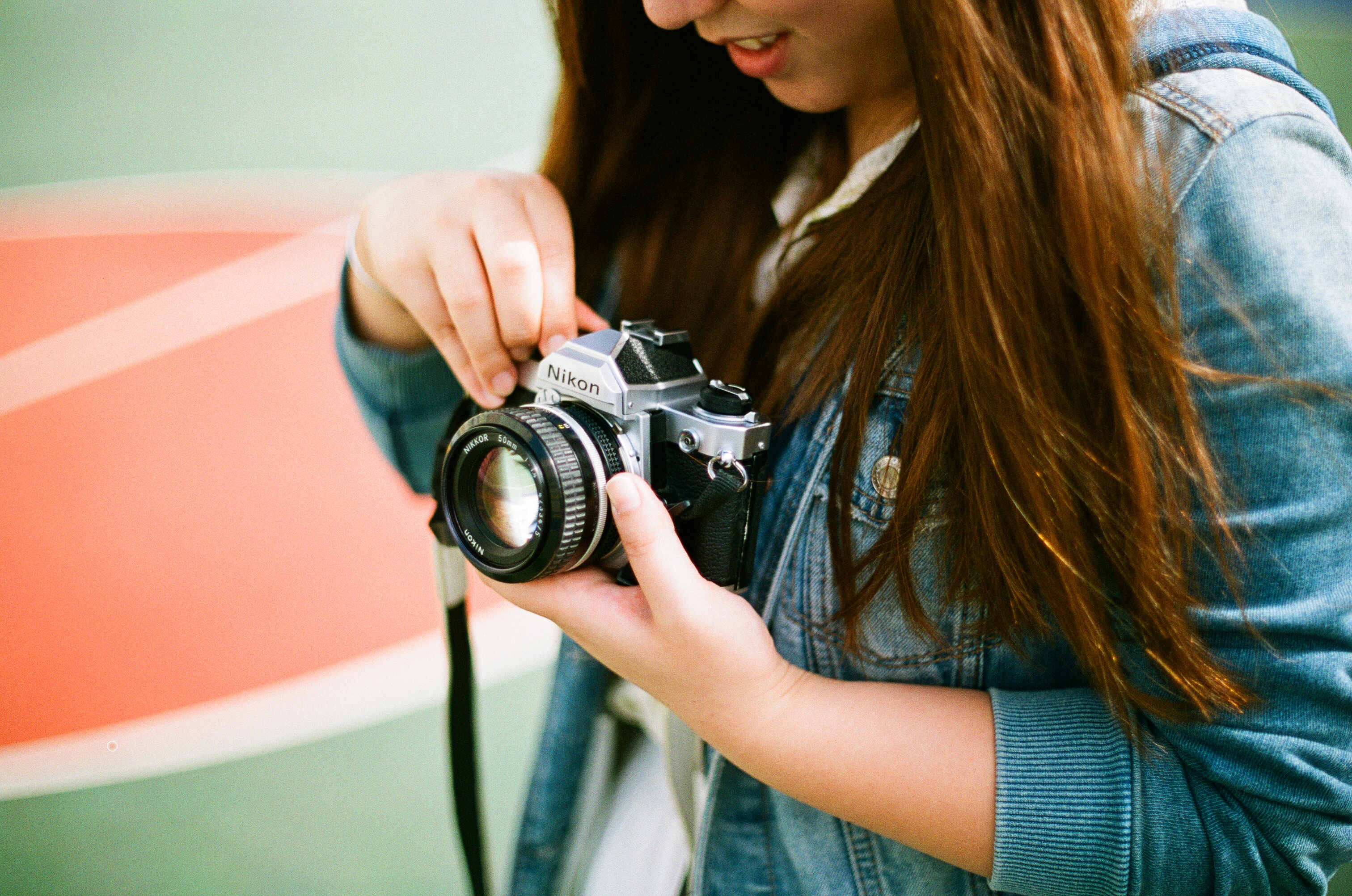
バスケットボールコートでビンテージカメラを設定する写真家

カラフルで特徴的な外観から、近年観光地としての人気が高まっている。最も撮影される構図は、バスケットボールコートと背後のレインボーの外観が含まれるものである。一部のジャーナリストや研究者はこの地域のInstagram人気の高まりに反対し、香港の団地の複雑な社会史に対する見方が浅く、しかもスペースを利用したい地元の人々を追い払っていると批判する。他方、一部の地元の人々は当団地の写真を観光商材として販売している。2017年には、写真のひとつがArchaid Images社建築写真賞の最終選考に残った。
更には、韓国のバンドSeventeenのミュージックビデオに使用され、香港政府観光局も当団地を宣伝している。

## ギャラリー

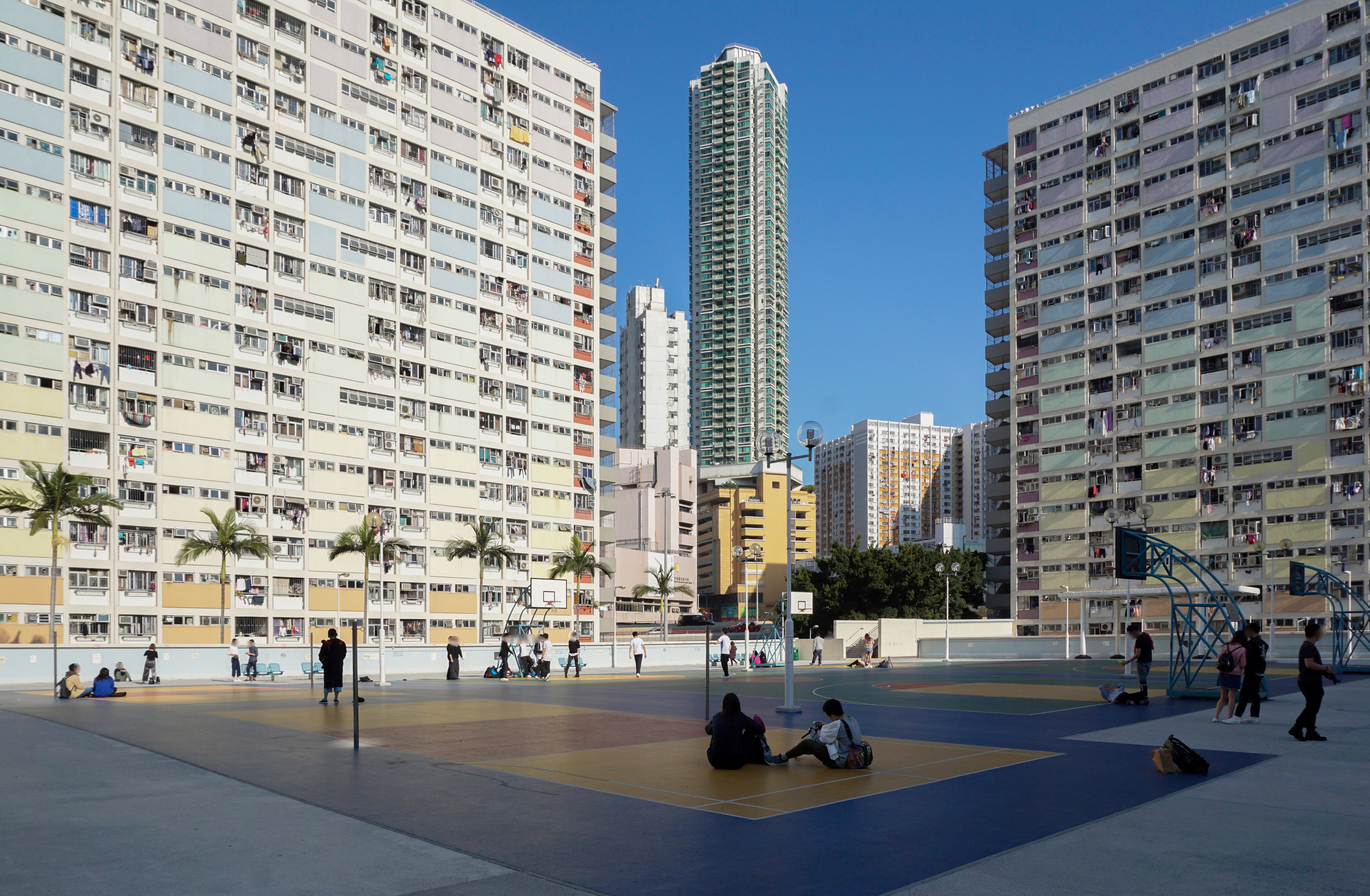
バスケットボールコートを含む中庭。
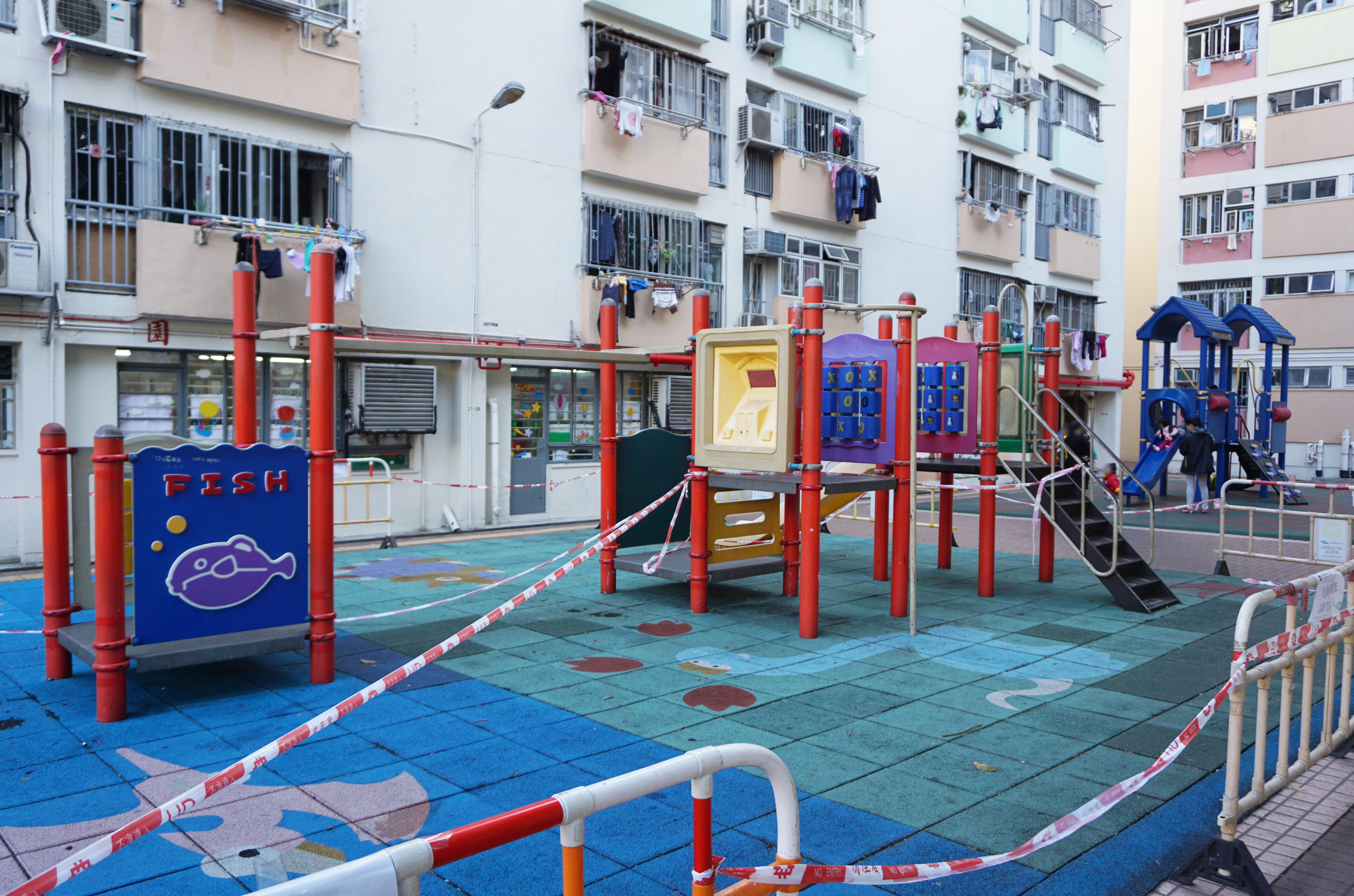
敷地内の子供の遊び場
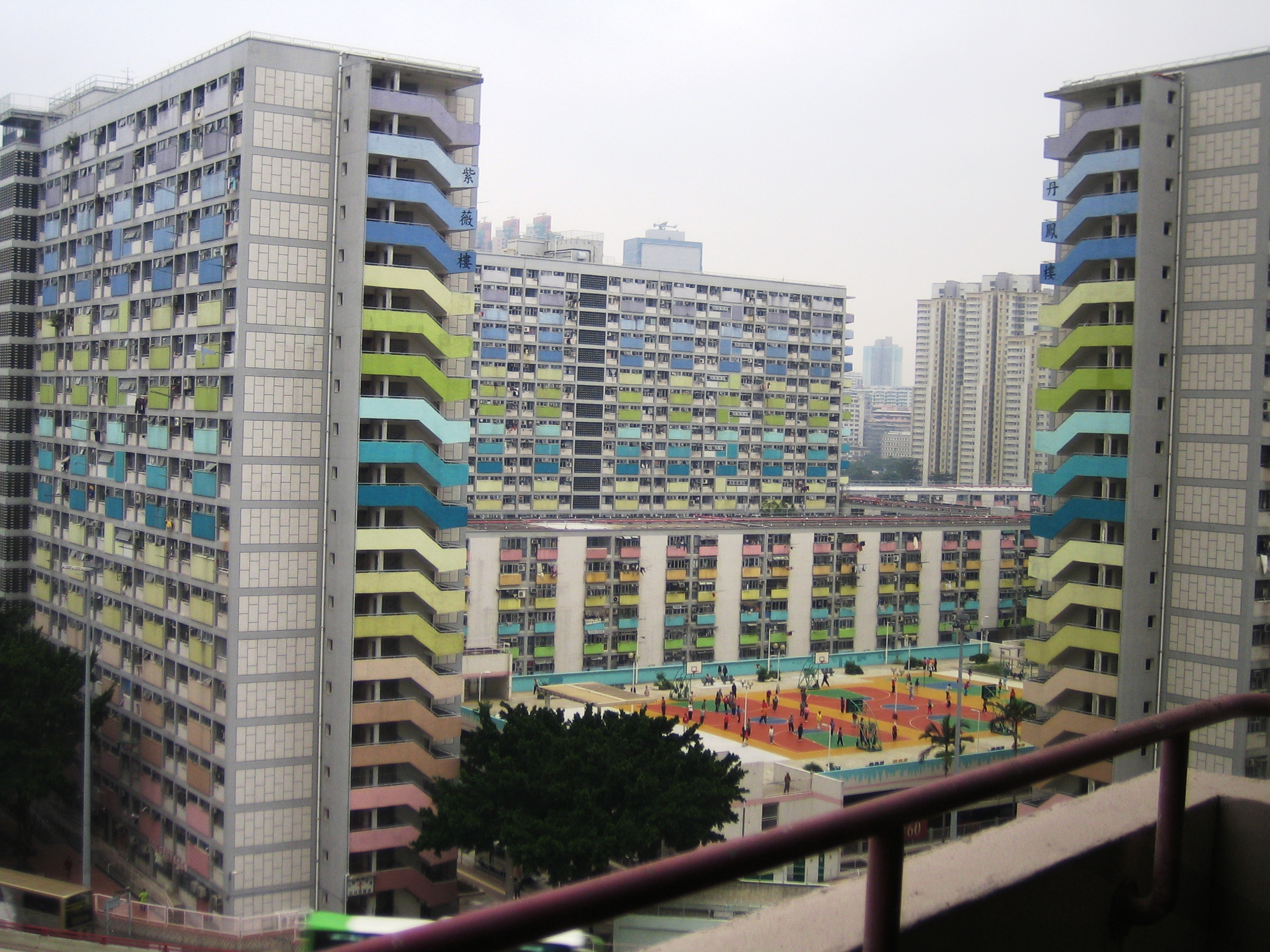
建物の側面
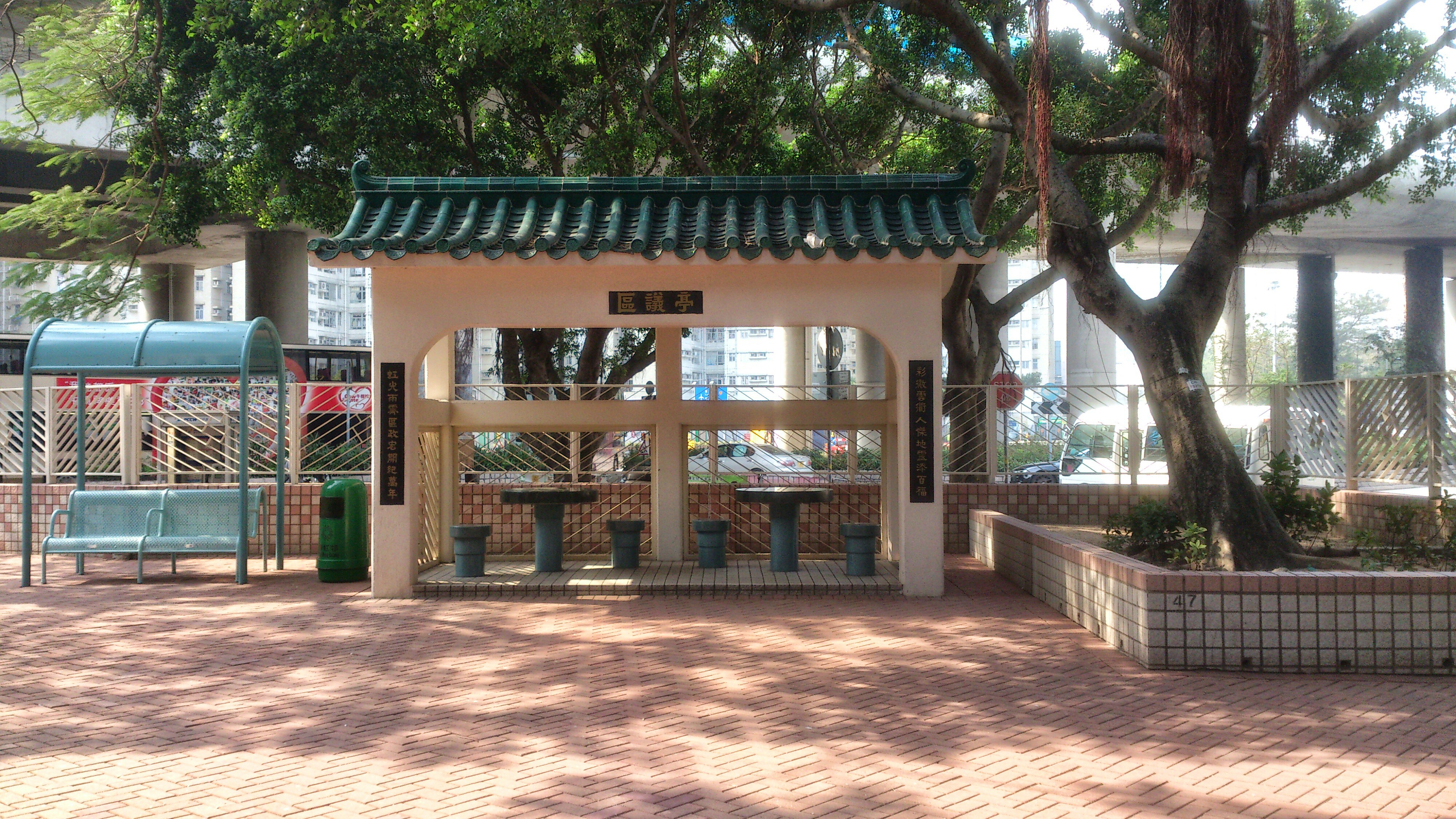
敷地内の座席とレクリエーションのパビリオン
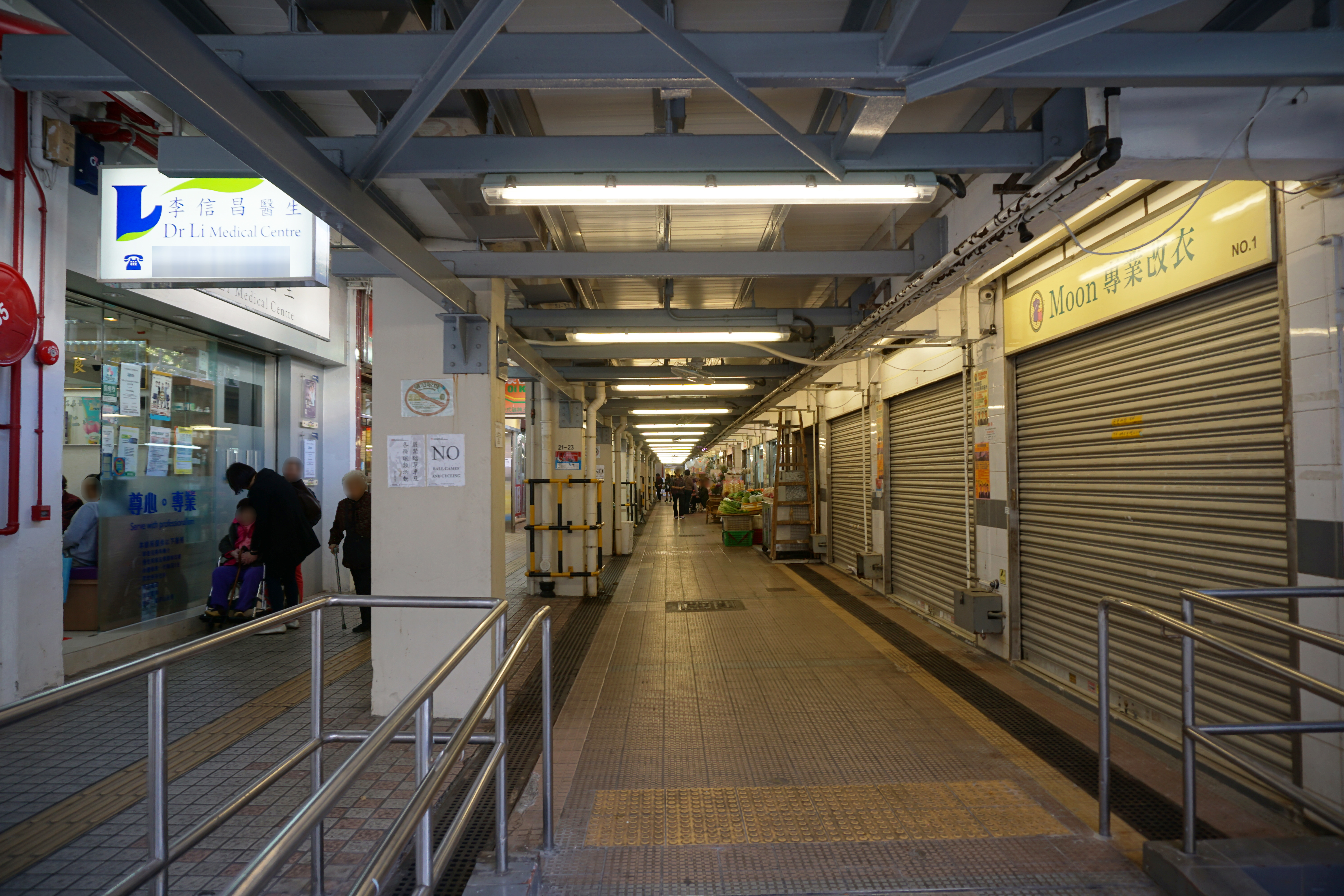
敷地内市場
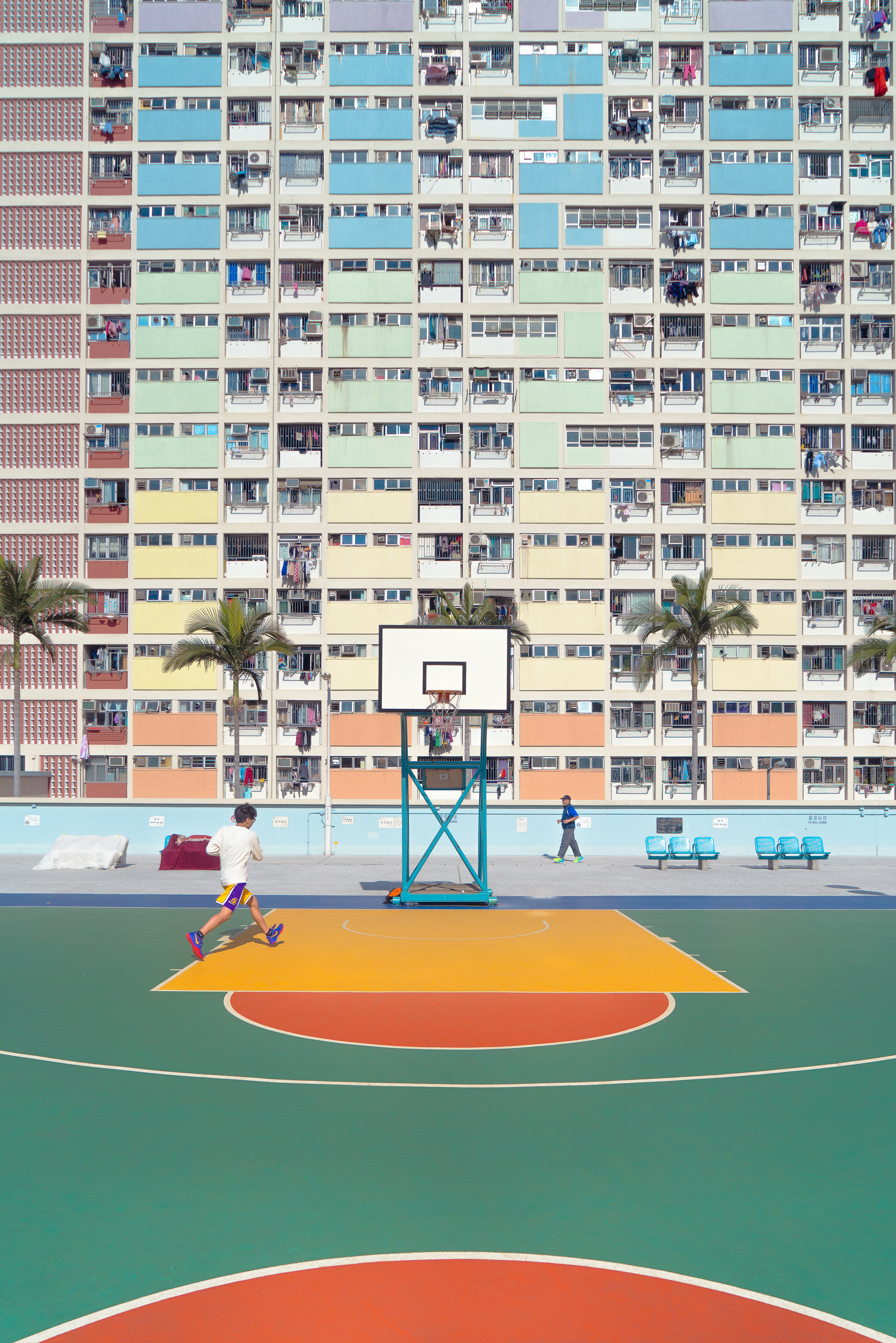
Choi Hung Estateを写した写真家の作品
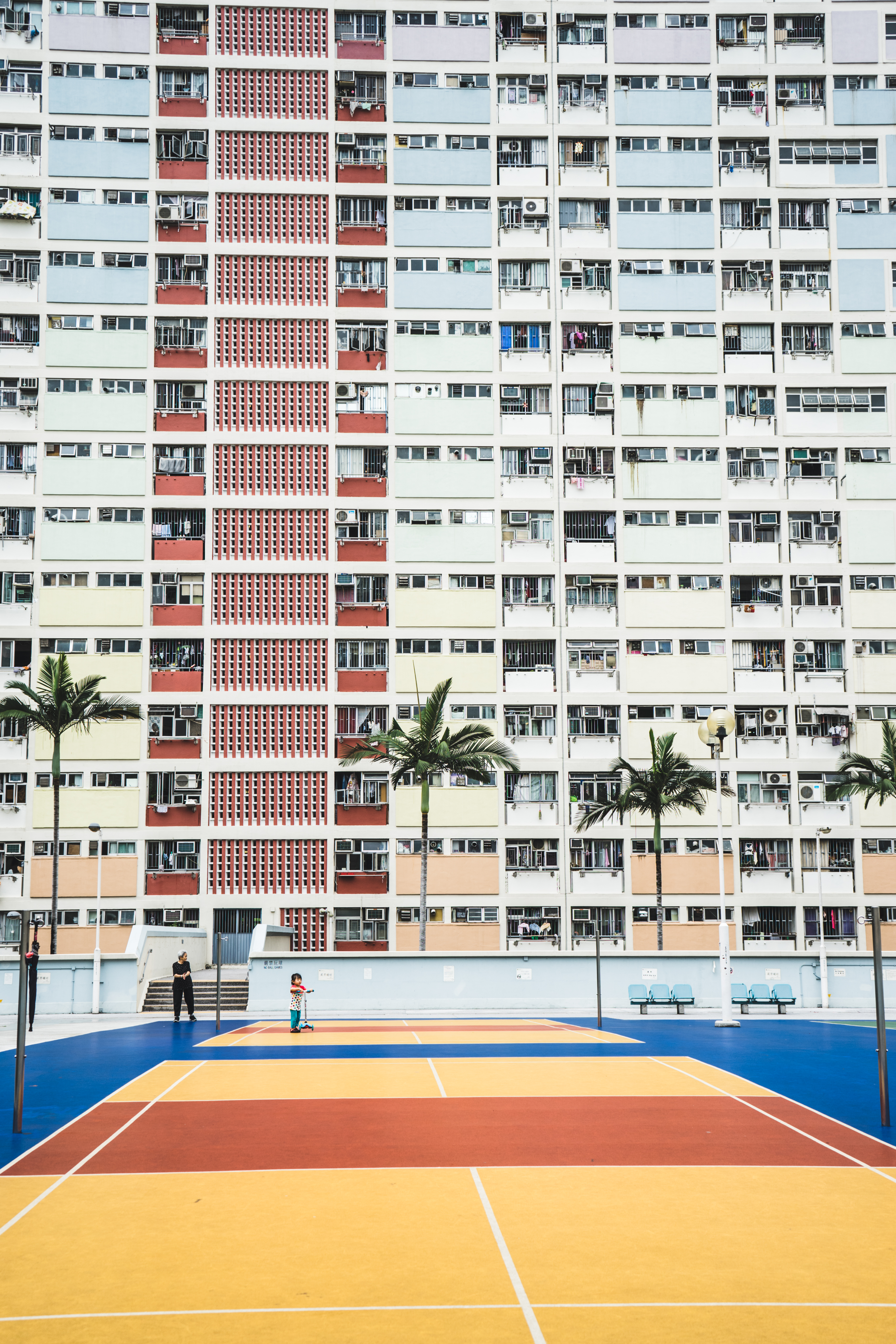
Choi Hung Estateを写した写真家の作品
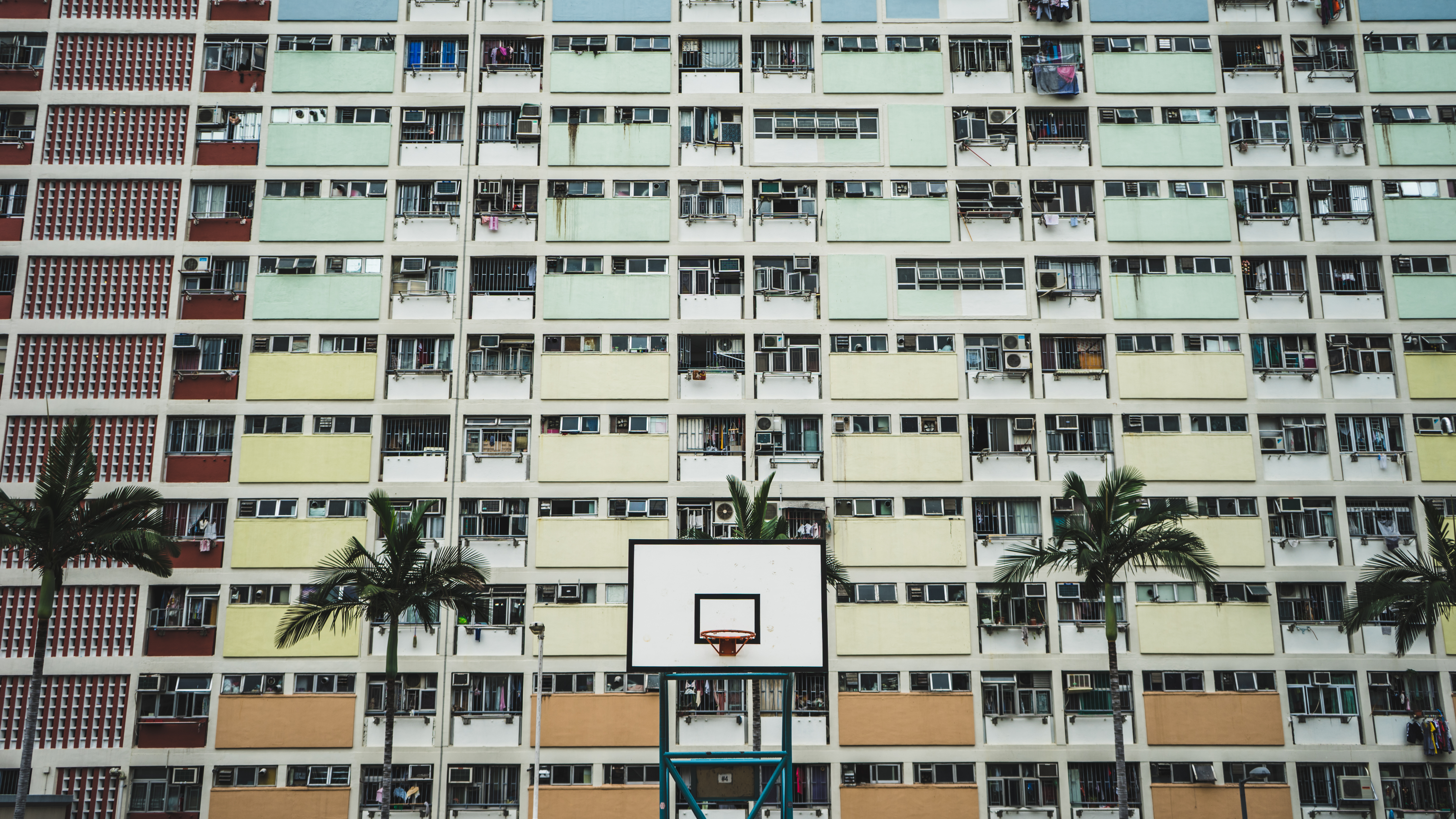
低彩度の写真